# Incendie de Vijayawada
L'incendie de Vijayawada est survenu le 9 août 2020 lorsqu'un incendie majeur s'est déclaré tôt le matin (vers 5h IST) dans une installation COVID-19 située à l'hôtel Swarna Palace dans la ville de Vijayawada, dans l'État d'Andhra Pradesh, en Inde. L'incendie a tué 11 personnes et en a blessé 22 autres. L'hôtel a été utilisé comme installation temporaire COVID-19 car il a été loué par l'hôpital privé Ramesh Hospitals Vijayawada dans le but de traiter les personnes infectées au COVID-19. Un court-circuit électrique a été décrit comme la cause de l'incident. L'incendie avait été maîtrisé par les pompiers en l'espace de 30 minutes. Les patients qui ont survécu à l'incendie ont été transférés dans un autre centre de quarantaine.

## Contexte
L'Inde a enregistré de nombreux cas liés à des accidents d'incendie dans son histoire, principalement en raison du manque d'installations de sécurité et des extincteurs inadéquats. La fuite de gaz de Visakhapatnam, l'incendie de l'usine de Delhi et l'incendie de l'hôtel de Delhi (en) ont été les pires accidents d'incendie du pays ces derniers temps. L'Inde est actuellement le troisième pays le plus touché au monde en raison de la pandémie de Covid-19 et l'incendie a posé un fardeau et une humiliation supplémentaires au secteur de la santé touché par la pandémie de Covid-19 en Inde.

## Incident
L'incendie a éclaté dans l'établissement hôtelier du coronavirus de Vijayawada, tuant environ 11 patients COVID-19 et en blessant 22 autres. Le feu a éclaté initialement au premier étage et au deuxième étage avant de se propager rapidement aux troisième et cinquième étages. Il a été rapporté que deux patients qui ont été précipités avec panique, ont crié à l'aide et ont sauté de la terrasse de l'hôtel pour échapper à l'incendie. Neuf patients sont décédés des suites d'une suffocation causée par un incendie et un serait mort des suites de brûlures. Il y avait un total d'environ 30 patients traités pour le COVID-19 avec dix membres du personnel hospitalier avant l'incident.

## Développement
La succursale de Ramesh Hospitals Vijayawada avait conclu un protocole d'accord avec le Swarna Palace Hotel pour gérer et entretenir un centre COVID-19 sur la base d'un bail. Il a été révélé que le centre COVID-19 a été ouvert dans le palais de Swarna le 9 août 2020 et que le même jour, un incendie s'est déclaré en raison de défauts électriques. Une FIR a également été déposée contre les hôpitaux de Ramesh et le palais de Swarna pour la reconnaissance possible concernant les défauts électriques avant d'établir le centre COVID-19. L'établissement hôtelier de Vijayawada COVID-19 a été plus tard blâmé pour avoir enfreint les normes et mesures de sécurité incendie.

## Réponse
Le ministre en chef de l'Andhra Pradesh Y. S. Jaganmohan Reddy (en) a annoncé une indemnité de secours de cinq millions de roupies pour les familles touchées. Le Premier ministre indien Narendra Modi a exprimé ses profondes condoléances concernant l'incident tragique et a tweeté qu'il était angoissé par le terrible incident.